# 淡黄眼球贝
淡黄眼球贝（学名：Erosaria cernica）又稱淡黄宝螺（Cypraea cernica），为宝贝科眼球贝属的动物。分布于印度洋-太平洋暖水区、台湾岛等地，一般生活于潮间带至水深80英呎、死珊瑚和沙质的海底。该物种的模式产地在South-East Lemuria。